# Комиксы серии Mass Effect
Комиксы серии Mass Effect — это комиксы, действие которых разворачивается во вселенной Mass Effect, повествующем о мире в далёком будущем, где люди живут с другими расами в Млечном Пути. Данные комиксы рассказывают про соратников капитана Шепард(а), например, Лиары Т'Сони, Гарруса Вакариана и Тали'Зоры. Критики тепло приняли комиксы, они отмечали, что произведения дополняли основную серию видеоигр.

## Искупление
«Искупление» (англ. Redemption) — серия из 4 комиксов, которая рассказывает о поисках Лиарой Т’Сони и дреллом Фероном коммандера Шепарда, исчезнувшего после гибели «Нормандии».

## Вторжение (миникомикс)
«Вторжение» (англ. Incursion) — миникомикс серии Mass Effect, события которого происходят за некоторое время до событий комикса Redemption. Комикс рассказывает о истинных мотивах Арии Т’Лоак помогать Лиаре Т’Сони в борьбе с коллекционерами и Серым Посредником.

## Расследование (миникомикс)
«Расследование» (англ. Inquisition) — миникомикс, рассказывающий о расследовании, проведённом капитаном Бейли — персонажем Mass Effect 2.

## Эволюция
«Эволюция» (англ. Evolution) — комикс, раскрывающий некоторые моменты из прошлого Призрака, носившего в то время имя Джек Харпер. Действие разворачивается во время «войны первого контакта».

## Осуждение (миникомикс)
«Осуждение» (англ. Conviction) — миникомикс, рассказывающий о персонаже Джеймс Вега (англ. James Vega). Происходит незадолго до событий Mass Effect 3.

## Вторжение
«Вторжение» (англ. Invasion) — серия комиксов из 4 выпусков, в которых повествуют о борьбе за контроль над космической станцией «Омегой» между прочеловеческой организацией Цербер во главе с Призраком и королевой Омеги Арией Т’Лоак.

## Родина
«Родина» (англ. Homeworlds) — серия комиксов из 4 выпусков, в которых повествуют о приключениях определённых персонажей серии до событий Mass Effect 3. Первый выпуск посвящён Джеймсу Веге, второй Tали’Зоре, третий Гаррусу Вакариану, а четвёртый Лиаре Т’Сони.

## Бласто: Вечность Навсегда (миникомикс)
«Бласто: Вечность Навсегда» (англ. Blasto: Eternity is Forever) — миникомикс, рассказывающий о вымышленном персонаже серии — Бласто, первом ханаре-Спектре.

## Тот, кто смеётся лучше всех (миникомикс)
«Тот, кто смеётся лучше всех» (англ. He Who Laughs Best) — миникомикс, в котором рассказывается небольшая предыстория Джеффа «Джокера» Моро и то, как он стал пилотом оригинальной «Нормандии».

## Основание
«Основание» (англ. Foundation) — серия комиксов из 13 выпусков, действие в которой происходит параллельно с оригинальной трилогий и расширяет вселенную Mass Effect. В комиксе рассказываются истории про старых знакомых известным по играм трилогии, а также различные независимые истории.

## Открытие
«Открытие» (англ. Discovery) — серия комиксов из 4 выпусков, приквел к Mass Effect: Andromeda. В комиксе раскрываются причина, по которой Тирэн Кандрос присоединился к Инициативе «Андромеда», а также обстоятельства обнаружения жизнепригодных миров в галактике Андромеда.